# استمپ.کام
استمپ.کام (انگلیسی: Stamps.com) شرکت فناوری اطلاعات آمریکایی است، که در سال ۱۹۹۶ تأسیس شد.